# Nenad Vetma
Nenad Vetma (Split, 5. travnja 1960.) je hrvatski glazbenik.

## Životopis
Rođen i odrastao u Splitu, gdje je završio osnovnu školu i gimnaziju "Vladimir Nazor". Kao petogodišnjak počinje trenirati tenis, a usporedo s osnovnom, pohađa i glazbenu školu Josip Hatze u Splitu. Bio je i članom mandolinskog orkestra KUD-a Filip Dević. Kao profesionalni tenisač, 1979. odlazi u Njemačku gdje je kao igrač i trener boravio osam godina.
Na poziv Zdenka Runjića s pjesmom "Zavičajna" sudjeluje na Splitskom festivalu zabavne glazbe 1987. čime počinje profesionalnu karijeru glazbenika, a dvije godine poslije izdaje album prvijenac Boliš me dušo koji je dosegao platinastu nakladu i prodaju od 186.000 primjeraka. Sljedeći album, Neću život u tuđini, izdan 1990. praktično određuje put njegove glazbene karijere. Mnogobrojni koncerti u dijaspori, ali i baritonska boja glasa priskrbili su mu nadimak hrvatskog Toma Jonesa. Glazbenu karijeru obilježili su mnogi nastupi na festivalima, kako u zemlji, tako i inozemstvu, ali i dobrotvotvorni nastupi za vrijeme Domovinskog rata.

## Studijski albumi
- Boliš me dušo, 1989.
- Neću život u tuđini, 1990.
- Probudi me u svitanje, 1991.
- Ljubav za jedan novi hrvatski dom, 1992.
- Vetma 5, 1995.
- Sićaš li se..., 2002.
- Krv nije voda, 2004.
- Zalij to cvijeće, 2008.
- Zlatna kolekcija 2010.
- Dalmacijo lipa moja, 2012.
- Ne umire pisma, 2016.
- Moje pjesme, moji snovi 2021.

## Vanjske poveznice
- Službena stranica